# Landquartbrücke Au
Die Landquartbrücke Au ist eine Strassenbrücke im Schweizer Kanton Graubünden. Sie quert die Landquart zwischen den Gemeinden Landquart und Malans.

## Konstruktion
Die Stahl-Stabbogenbrücke wurde 1993/94 gebaut. Sie gilt als Wahrzeichen der Umfahrung Landquart.

## Nutzung
Die zweispurige Strassenbrücke überführt die Umfahrungsstrasse Landquart. Die signalisierte Höchstgeschwindigkeit ist 80 km/h. Unterhalb der Fahrbahn sind Rohrleitungen angebracht.